# Georg Baumgartner (Politiker, 1884)
Georg Baumgartner (* 2. September 1884 in Kufstein; † 1. Februar 1941 in Salzburg) war ein österreichischer Geistlicher und Hochschullehrer.

## Leben
Baumgartner war Sohn eines Getreidehändlers und besuchte bis 1903 das Gymnasium in Hall in Tirol. Anschließend trat er in das Priesterseminar in Salzburg ein und studierte danach Theologie an der Theologischen Fakultät Salzburg, der Vorgängerin der heutigen Universität Salzburg. 1907 wurde er zum Priester geweiht, 1913 promoviert. Ab 1907 war er Kooperator in Mayrhofen im Zillertal und später in Oberau in Tirol. 1911 ging er als Studienadjunkt an die Theologische Fakultät Salzburg, von 1914 bis 1919 arbeitete er am Priesterseminar in Salzburg. Anschließend ging er in den Schuldienst als Religionslehrer am Staatsgymnasium Salzburg, 1926 wurde er an der Theologischen Fakultät Salzburg habilitiert. Dort war er zunächst außerordentlicher, ab 1928 dann ordentlicher Professor für Moraltheologie. 1930/31 und 1934/35 war er Dekan der Theologischen Fakultät. 1932 ernannte man ihn zum Geistlichen Rat und er wurde Mitglied des Zensoren-Kollegiums.
Im Ständestaat gehörte Baumgartner als Vertreter der katholischen Kirche dem Bundeskulturrat an. Nach dem „Anschluss“ Österreichs im März 1938 wurde er in den Ruhestand versetzt.

## Schriften
- Arbeit und Erwerb: eine sozialethische Studie. Pustet, Salzburg 1926.